# Otto Reiser
Otto Reiser (24 dicembre 1884 – 21 marzo 1957) è stato un calciatore tedesco, di ruolo centrocampista.